# ガール・オン・ザ・トレイン
『ガール・オン・ザ・トレイン』（原題: The Girl on the Train）は、2016年にアメリカ合衆国で製作されたスリラー映画。監督はテイト・テイラー、主演はエミリー・ブラントが務めた。本作はポーラ・ホーキンズが2015年に上梓した同名小説を原作としている。

## ストーリー
職を失ったレイチェル・ワトソンはあてもなく電車に乗り続ける日々を送っていた。レイチェルは電車の窓から別れた元夫、トムの新しい生活や近所のヒップウェル夫妻の暮らしぶりをのぞき見ていた。レイチェルにとって、ヒップウェル夫妻は理想の夫婦に見えた。
トムと結婚生活を営んでいた頃、なかなか妊娠できないことへの焦りから、レイチェルは酒浸りになってしまった。過度のアルコールを摂取し続けた結果、レイチェルは自覚のないままに暴れるようになってしまった。さらに酷いことに、レイチェルはトムの上司の家で大暴れしてしまい、トムが解雇されるに至った。
トムとアナの苦情も聞き入れず、2人の生活を監視し続けるレイチェルであったが、メガンがアナに子守として雇われたことには気がつかなかった。当然、メガンが説明もなしに子守を辞めたことにも気がつくことはなかった。
ある日、電車から覗き見を続けるレイチェルは、メガンの不倫現場を目撃した。「ヒップウェル夫妻は完璧な結婚生活を営んでいる」という幻想を打ち砕かれたレイチェルは、メガンに対して並々ならぬ怒りを感じた。酒を浴びるように飲んだ後、レイチェルはメガンを叱責しに向かったが、途中で意識を失ってしまった。数時間後に意識を取り戻したとき、レイチェルは自宅にいた。しかも、身に覚えのない傷を負っていた。そんなレイチェルの元に、ライリー刑事が訪ねてきた。メガンが失踪したのだという。刑事は近所での聞き込み調査から、レイチェルが事件に関与していると疑っていた。一方、レイチェルは電車に乗っていたスーツ姿の男が犯人なのではないかと思い始める。実際、意識を失っている間に彼を見たような記憶が残っていたのだが、レイチェルは全てを思い出すことが出来なかった。
メガンの夫、スコットが自ら捜索に当たっていると聞き知ったレイチェルは、メガンの友人の振りをして、彼女が不倫していたという事実をスコットに伝えた。ある写真から、レイチェルはメガンの不倫相手がアブディック医師であると考えた。単独で調査を続けるレイチェルは、メガンが不倫や性行為にはまり、夫以外の子供を妊娠する可能性を怖れていた一方で、スコットも攻撃的で抑圧的な態度を妻に取るようになったことを知る。精神的に追い詰められたメガンはアブディック医師のカウンセリングを受けることになったのである。最後のカウンセリングにおいて、メガンは10代の頃に出産した子供を風呂場で死なせてしまった体験を語ったのだという。
アブディック医師が事件の鍵を握っていると確信したレイチェルは、探りを入れるために、医師のカウンセリングを受けることにした。その中で、レイチェルは破綻した結婚生活とアルコール依存症について語った。自宅に帰る途中にバーに立ち寄ったレイチェルは、そこで思わぬ人物と遭遇することになる。

## キャスト
※括弧内は日本語吹替
- レイチェル・ワトソン - エミリー・ブラント（園崎未恵）

トムの元妻でアルコール依存症に苦しんでいる。元は広告関係の仕事をしていた。
- アナ・ワトソン - レベッカ・ファーガソン（舞山裕子）

トムの現在の妻。
- メガン・ヒップウェル - ヘイリー・ベネット（安藤瞳）

スコットの妻。
- トム・ワトソン - ジャスティン・セロー（滝知史）

レイチェルの元夫。
- スコット・ヒップウェル - ルーク・エヴァンス（東地宏樹）

メガンの夫。
- ライリー刑事 - アリソン・ジャネイ（塩田朋子）
- カマル・アブディック医師 - エドガー・ラミレス（乃村健次）

メガンの主治医で精神科医。
- マーサ - リサ・クドロー（田中敦子）

トムの元上司の妻。
- キャシー - ローラ・プレポン

レイチェルの大学時代からの友人でルームメイト。
- スーツ姿の男性 - ダーレン・ゴールドスタイン

## 製作
2014年3月24日、ドリームワークスがポーラ・ホーキンズのデビュー作『ガール・オン・ザ・トレイン』の映画化権を購入し、マーク・プラット・プロダクションズが映画化の準備に入ったとの報道があった。2015年1月13日、エリン・クレシダ・ウィルソンが脚色のために雇われた。5月21日、テイト・テイラーが本作の監督に起用された。製作陣がエミリー・ブラントとケイト・マーラに出演オファーを出していると報じられた。7月、ホーキンズは『サンデー・タイムズ』のインタビューで、映画版では舞台設定がロンドンからニューヨーク郊外のウェストチェスターに変わると述べた。8月18日、レベッカ・ファーガソンとブラントの出演が確定した。24日、ヘイリー・ベネットがメガン役に起用されたと報じられた。
2015年9月21日、ジャレッド・レトとクリス・エヴァンスに出演オファーが出ているとの報道があった。10月22日、エドガー・ラミレスがアブディク医師を演じると決定した。27日、スケジュールの都合で降板したエヴァンスに代わり、ジャスティン・セローがトム役に起用された。28日、アリソン・ジャネイが本作に出演すると報じられた。11月3日、リサ・クドローの出演が決まった。4日、降板したレトの代役として、ルーク・エヴァンスが起用されることになった。2016年1月7日、ローラ・プレポンが本作でキャシーを演じることになったと報じられた。
2015年11月4日、本作の主要撮影がニューヨークで始まった。11月下旬には、アーヴィントンとホワイト・プレインズでの撮影が行われた。2016年1月30日、本作の撮影が全て終了した。なお、ポスト・プロダクション作業において、ポーラ・ホーキンズのカメオ出演シーンがカットされた。

## 公開
2015年11月、ウォルト・ディズニー・スタジオ・モーション・ピクチャーズは本作の北米公開日を2016年10月7日に設定した。ディズニーは2009年以降、ドリームワークス製作の映画の配給権を保持していたが、2015年12月に契約を更新しなかったため、本作の配給権を手放すことになった。後に、ドリームワークス製作映画の配給権を購入したユニバーサル・ピクチャーズが本作の配給権も保持することになった。ユニバーサルはディズニーが設定した北米公開日を変更しなかった。

## 興行収入
2016年10月7日、本作は全米3144館で封切られ、公開初週末に2453万ドルを稼ぎ出し、週末興行収入ランキング1位となった。

## 評価
本作は賛否両論となったが、エミリー・ブラントの演技は肯定派・否定派の双方から賞賛された。映画批評集積サイトのRotten Tomatoesには238件のレビューがあり、批評家支持率は43%、平均点は10点満点で5.3点となっている。サイト側による批評家の見解の要約は「エミリー・ブラントの卓越した演技を以てしても、『ガール・オン・ザ・トレイン』は登場人物の設定に依拠しすぎたメロドラマへと転落することを防げなかった。」となっている。また、Metacriticには49件のレビューがあり、加重平均値は48/100となっている。なお、本作のシネマスコアはB-となっている。
『シカゴ・サンタイムズ』のリチャード・ローパーは本作に4つ星評価で2つ星を与え、「『ガール・オン・ザ・トレイン』には魅力的な部分もあるが、駄作である。面白そうな雰囲気を醸し出しながら始まるのだが、脚本が原因でスタート早々に失速する。そして、どんどん滑稽なメロドラマになっていく。最後のシーンでは失笑を押さえ込むことが出来なかった。」と述べている。一方、『ローリング・ストーン』のピーター・トラヴァースは本作に4つ星評価で3つ星を与え、「原作よりも犯人の正体が判明するのが早い。しかし、エミリー・ブラントはアルコール依存症で意識を失うことがある女性、しかも無意識のうちに人を殺したかもしれない女性という役柄を深く深く掘り下げた。その結果、ブラントはレイチェルという若い女性のキャラクターを、艶やかさすら感じさせるレベルにまで膨らませることが出来た。」と評している。